# Condado de Samburu
El condado de Samburu es un condado de Kenia.
Se sitúa en el valle del Rift, al sur del lago Turkana. La capital del condado es Maralal. Otras localidades importantes son Baragoi, Archers Post, South Horr, Wamba y Lodosoit. En este condado se encuentra la Reserva Nacional de Samburu. La población total del condado es de 223 947 habitantes según el censo de 2009.

## Localización
El condado tiene los siguientes límites:
| Noroeste: Condado de Marsabit | Norte: Condado de Marsabit | Noreste: Condado de Marsabit |
| Oeste: Condado de Turkana     |                            | Este: Condado de Isiolo      |
| Suroeste: Condado de Baringo  | Sur: Condado de Laikipia   | Sureste: Condado de Isiolo   |

## Demografía
La villa de Maralal, capital del condado, es la única localidad importante de Samburu, con 35 472 habitantes en el censo de 2009.

## Transportes
La principal carretera del condado es la A2, que une la capital Nairobi con Etiopía pasando por el este del condado. Al norte, esta carretera lleva a Marsabit, y al sur lleva a Nanyuki, Nyeri y Thika. Las carreteras secundarias C77, C78 y C79 conectan la A2 con las principales localidades de la mitad occidental de Samburu, incluyendo la capital Maralal.